# Franka
Franka je prvi studijski album hrvatske pjevačice Franke Batelić objavljen u siječnju 2010. godine.

## Pozadina
Pobjedom na hrvatskom glazbenom talent showu Showtime Franka je potpisala petogodišnji ugovor s Hit records i omogućila snimanje albuma. Ali Franka je htijela graditi "sigurnu karijeru" singlom za singlom tako da se datum izlaska stalno mijenjao, tek je u studenom 2009. na svojoj web-stranici potvrdila ime albuma i da će album izaći krajem siječnja 2010. godine.

## O albumu
»Album je trebao izaći za Božić, ali ples nam je oduzeo mnogo vremena, pa smo sve malo odgodili. Trebamo završiti još tri pjesme, čeka se samo da ja snimim vokale, a tome ću se posvetiti nakon blagdana.«
»Žanrovski je to zapadnjački moderni pop koji ima elemente rocka, pokušavamo snimiti što više gitara. Meni takva glazba najviše paše jer ja, uz svoje uzore poput Beyonce i Mariah Carey, jako volim britanske bendove poput Killers, Musea i Coldplaya.«
»Album očekujemo tijekom prvog mjeseca, ovisno o promociji. Baš sam nestrpljiva jer se radi o prvijencu koji bi trebao sadržati desetak pjesama. Inače, bih ga okarakterizirala kao plesni pop mladenačkog prizvuka.«
»Vidjet ćemo što će mi donijeti vrijeme, ali znam da ne želim biti jedna od onih jeftinih pjevačica. Pričat ću s iskusnijim ljudima kako bih napravila što bolji album. Trudit ću se ne biti naivna, jer ne želim snimiti nešto čega će me poslije biti sram.«

## Snimljene pjesme
- "Ovaj dan"
- "Ruža u kamenu"
- "Pjesma za kraj"
- "Možda volim te"
- "Moje najdraže"
- "Na tvojim rukama"

## Singlovi

### Ovaj dan
"Ovaj dan" je prvi Frankin singl, napisao ga je Miro Buljan zbog glazbenog showa Showtime, gdje je i pobijedila s tom pjesmom. Ovaj dan je jedina Frankina pjesma koja se nije uspjela plasirati na hrvatskoj nacionalnoj ljestvici HR Top 20.

### Ruža u kamenu
Drugi singl, "Ruža u kamenu" s kojim se prvi puta pojavila na Hrvatskom radijskom festivalu je daleko popularniji od Ovaj dan, što pokazuje četvrto mjesto na nacionalnoj ljestvici i činjenica da je Franka s tom pjesmom pobijedila na OGAE Song Contestu koji se održavao u Španjolskoj 2008. godine.

### Pjesma za kraj
"Pjesma za kraj" joj je treći singl s kojim je nastupila na Dori 2009. godine i zauzela 3. mjesto prema glasovima publike i 7. mjesto na ukupnom poretku. Za tu se pjesmu trebala snimiti engleska verzija ali se nije snimila, i za tu se pjesmu trebao snimiti video spot koji se također nije snimio. Ali ta je pjesma ipak bila veliki hit, zauzevši drugo mjesto na ljestvici.

### Možda volim te
Četvrti singl, "Možda volim te" joj je do danas najveći hit i prvi "broj jedan" u karijeri. Za tu pjesmu je snimila svoj prvi video spot koji se može pogledati na You Tub-u, više od 100.000 je pogledalo njezin prvi video spot (više je jednakih videa na YouTubu). U svibnju je na svojoj stranici postavila nagradnu igru; postavila je pitanje i deset najbržih obožavatelja koji su odgovorili točno na pitanje su dobili "Možda volim te" promotivni maksi singl na kojemu se nalaze:
1. "Možda volim te (Radio verzija)" - 3:02
2. "Možda volim te (Club remix)" - 3:32
3. "Možda volim te (Instrumental)" - 3:02
4. "Ruža u kamenu (Eric Destler club remix)" - 4:54

### Moje najdraže
Za peti singl najavljen je "Moje najdraže", zbog brojnih poruka i upita fanova kako zvuči nova pjesma, Franka je na svojoj Facebook stranici u Music playeru stavila kratki isječak pjesme (20-ak sekundi refrena).
Pjesma je službeno izašla na Narodnom radiju 5. studenog 2009. godine.

### Na tvojim rukama
Pjesma "Na tvojim rukama" je objavljena 26. siječnja 2010. godine na radiju kao njen šesti singl. S tom pjesmom će nastupiti na Dori 2010. godine.